# سنت مایکل (آلاسکا)
سنت مایکل (به انگلیسی: St. Michael) یک شهر در ایالات متحده آمریکا است که در Nome Census Area واقع شده‌است. سنت مایکل ۶۹٫۰۴ کیلومتر مربع مساحت و ۴۰۱ نفر جمعیت دارد و ۸ متر بالاتر از سطح دریا واقع شده‌است.